# Stara Rawa

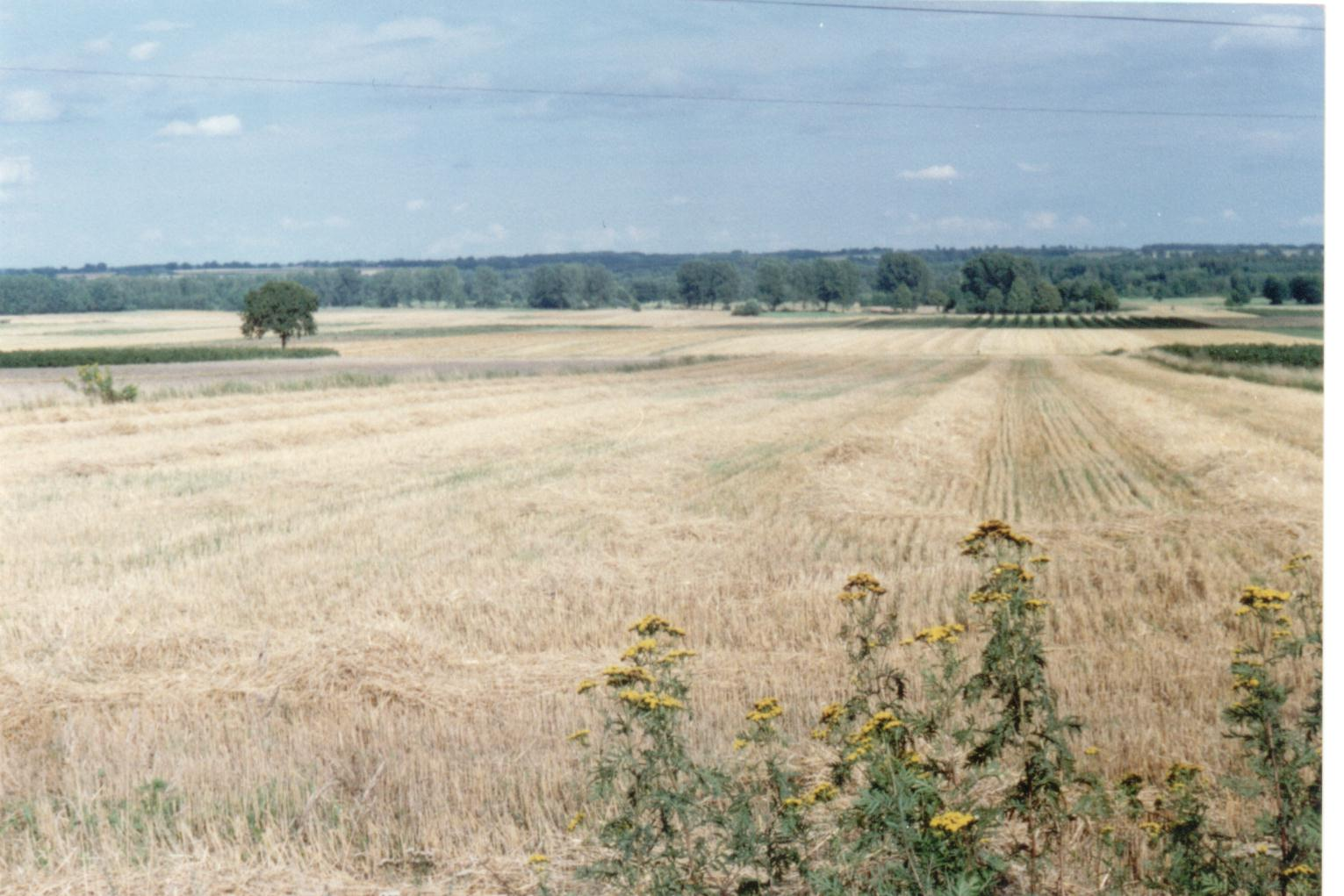
Starorawskie pola

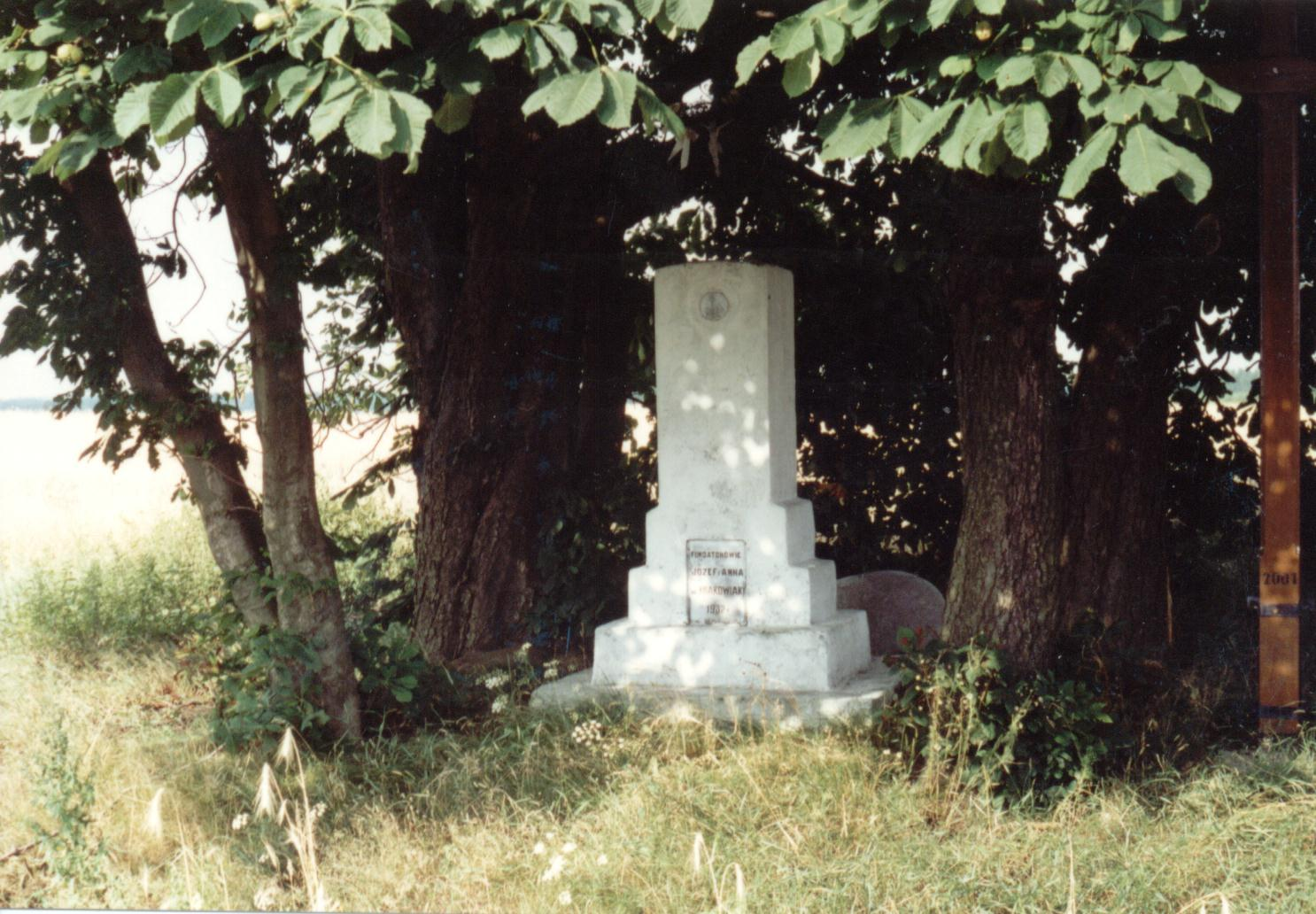
Kapliczka z 1932 r. wśród pól należących do wsi

Stara Rawa – wieś w Polsce położona w województwie łódzkim, w powiecie skierniewickim, w gminie Nowy Kawęczyn.
W latach 1975–1998 miejscowość administracyjnie należała do województwa skierniewickiego.

## Położenie
Stara Rawa leży na Równinie Łowicko-Błońskiej, w północno-wschodniej części województwa łódzkiego, ok. 2 km na południe od drogi wojewódzkiej nr 707, łączącej Skierniewice i Rawę Mazowiecką, w odległości ok. 65 km na południowy zachód od Warszawy; odległość od Łodzi także wynosi ok. 65 km. Skierniewice leżą ok. 14 km na północny zachód od wsi, zaś Nowy Kawęczyn znajduje się w odległości 2 km od Starej Rawy.

## Informacje ogólne
Stara Rawa położona jest w pobliżu granicy Bolimowskiego Parku Krajobrazowego w sąsiedztwie rzeki Rawki, nad jej niewielkim dopływem.
Stara Rawa liczy około 170 mieszkańców.
W miejscowości znajduje się kilkadziesiąt gospodarstw. Główną część osady stanowi charakterystyczna dla środkowej Polski, gęsto zabudowana ulicówka, długości ok. 1 km. Ciągnie się ona wzdłuż drogi prowadzącej do Dolecka. Poza tym w skład osady wchodzi także pewna liczba domów stojących przy szosie prowadzącej do Nowego Dworu. Około 1 km na zachód od Starej Rawy (w kierunku Nowego Kawęczyna) znajduje się wieś Kolonia Starorawska.
We wsi znajduje się sklep spożywczo-przemysłowy, kościół i cmentarz parafialny, pomnik upamiętniający Przewodnika Warszawskiej Akademickiej Pielgrzymki Metropolitalnej Zygmunta Malackiego z 2011 r., budynek dawnej szkoły (z 1926 r.) oraz przystanek autobusowy PKS, na którym kilka – kilkanaście razy na dobę zatrzymują się autobusy kursujące do Rawy Mazowieckiej i Skierniewic.

## Gospodarka
Głównym źródłem dochodów mieszkańców Starej Rawy jest działalność rolnicza. Poza tym dogodne połączenia komunikacyjne z Rawą Mazowiecką i Skierniewicami umożliwiają części ludności podejmowanie działalności zarobkowej poza osadą, głównie w przemyśle i usługach.

### Rolnictwo
Grunty orne w okolicy Starej Rawy należą do średnich klas bonitacyjnych. Uprawiane są głównie zboża, zwłaszcza żyto i pszenica, a także ziemniaki i buraki cukrowe. Chów zwierząt obejmuje bydło, świnie oraz drób (głównie kury). Sadownictwo i warzywnictwo nie odgrywają w gospodarce wsi większej roli, a służą zaspokajaniu potrzeb własnych mieszkańców.

## Okolica

### Ukształtowanie powierzchni
Stara Rawa leży na terenie równinnym, a ogólnie wahania wysokości terenu we wsi, i najbliższej okolicy nie przekraczają kilku metrów. Osada położona jest na wysokości ok. 140 m n.p.m.
Rzeźba terenu w okolicy Starej Rawy reprezentuje typ rzeźby polodowcowej, ukształtowanej przez trzykrotne nasunięcia lądolodów w plejstocenie. Ostatni lądolód czwartorzędowy pozostawił w podłożu pokrywę utworów gliniastych i piaszczysto – żwirowych o miąższości 30–100 m.

### Roślinność

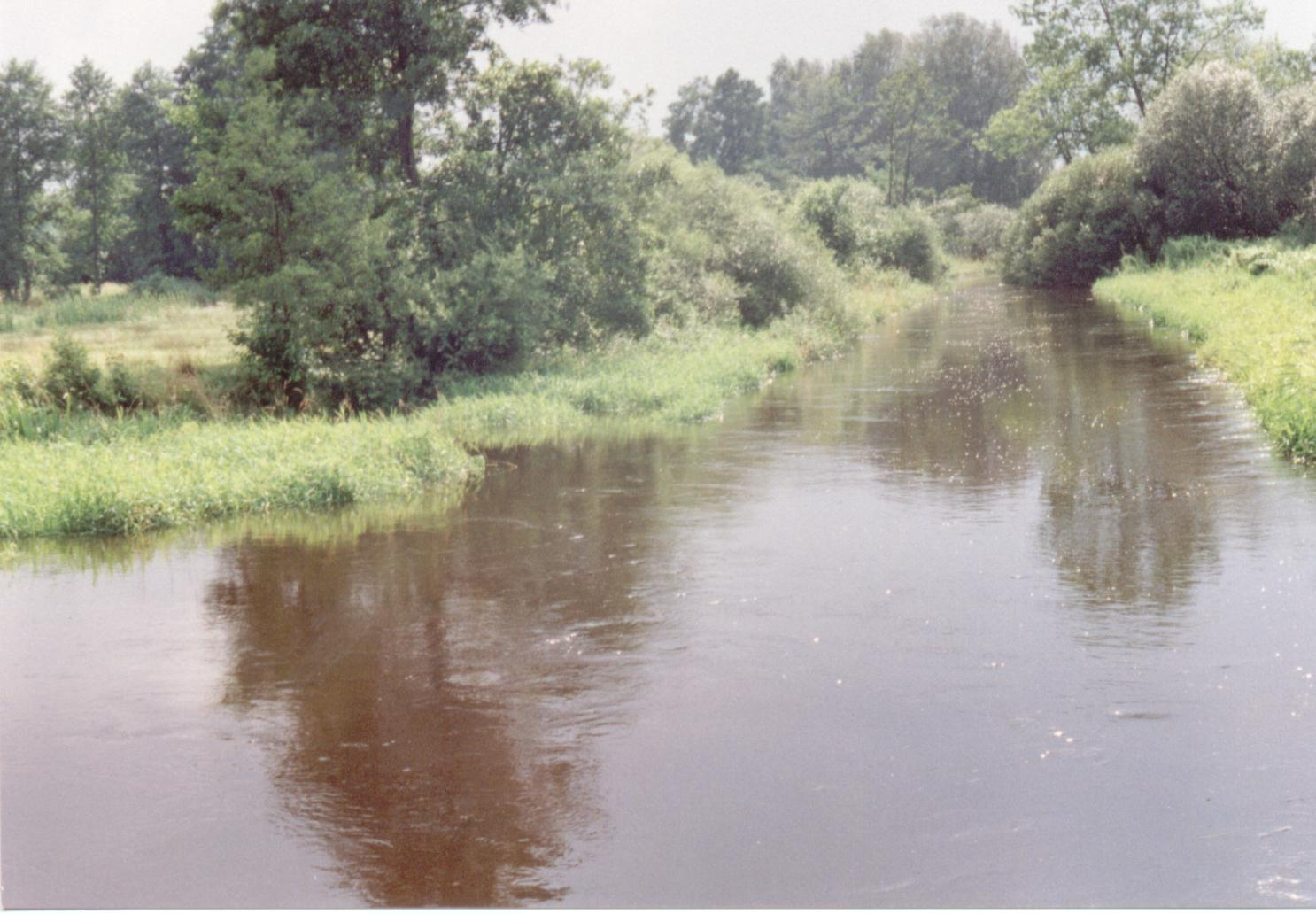
Rawka w odległości ok. 1 km. od Starej Rawy (w Nowym Dworze)

Okolicę wsi stanowią głównie pola uprawne i łąki, brak jest większych obszarów leśnych.
Przepływająca w pobliżu wsi rzeka Rawka (oraz jej najbliższa okolica) stanowi część Rezerwatu Przyrody Rawka, a poniżej Starej Rawy Rawka staje się częścią Bolimowskiego Parku Krajobrazowego. W pobliżu tej rzeki oraz wpadającego do niej strumienia rośnie wiele roślin zielnych, spośród których wiele podlega ochronie. Należą do nich m.in. bagno zwyczajne, bluszcz pospolity, konwalia majowa, marzanka wonna, rosiczka okrągłolistna, turówka wonna, wawrzynek wilczełyko oraz widłaki i storczykowate.

## Historia
Stara Rawa jest jednym z najstarszych osiedli na terenie zachodniego Mazowsza. Według legend i podań wieś założył ród Rawiczów. Prawdopodobnie to tutaj była pierwotna lokalizacja Rawy Mazowieckiej. Miejscowość znana była pierwotnie jako Rawa, dopiero po przeniesieniu Rawy Mazowieckiej na dogodniej położone miejsce, dawną osadę zaczęto nazywać Starą Rawą, dla odróżnienia od Rawy Nowej, później nazwanej Mazowiecką. Po przeniesieniu miasta pozostała w starym miejscu miejscowość podupadała i traciła na znaczeniu. Jednak jeszcze w XV w. i XVI w. Stara Rawa nadal była ważną osadą na mapie ówczesnego województwa rawskiego, w okresie tym np. w osadzie znajdowało się 5 karczm. Pozostałością po czasach świetności Starej Rawy jest leżące tuż za wsią grodzisko. W czasach Potopu szwedzkiego w Starej Rawie na nocleg zatrzymał się sam Karol X Gustaw ówczesny król Szwecji. Wieś królewska w starostwie rawskim w ziemi rawskiej województwa rawskiego w 1792 r. W czasie I wojny światowej w latach 1914–1915 na linii Rawki przebiegał front polsko–rosyjski. 8 sierpnia 2011 r. Józef Glemp w czasie mszy pielgrzymkowej Warszawskiej Akademickiej Pielgrzymki Metropolitalnej poświęcił pomnik z tablicą pamiątkową jego przewodnika Zygmunta Malackiego.

## Zabytki
Według rejestru zabytków Narodowego Instytutu Dziedzictwa na listę zabytków wpisane są obiekty:
- kościół parafialny pw. św. św. Szymona i Tadeusza, drewniany, 1731, nr rej.: 596-XII-20 z 22.08.1954 oraz 286 z 29.12.1967
- dzwonnica, drewniana, nr rej.: 596-XII-20 z 22.08.1954 oraz 912 z 29.12.1967
- cmentarz (dawniej grzebalny) przy kościele, nr rej.: 811 A z 22.11.1991
- kaplica cmentarna pw. św. Juliusza (na cmentarzu rzymskokatolickim), 1814, nr rej.: 553-XII-18 z 29.04.1950 oraz 287 z 29.12.1967
- grodzisko średniowieczne - Rejestr NID - numer  rejestru - 1028/A z 1968-07-01 (stanowisko 1)

## Grodzisko

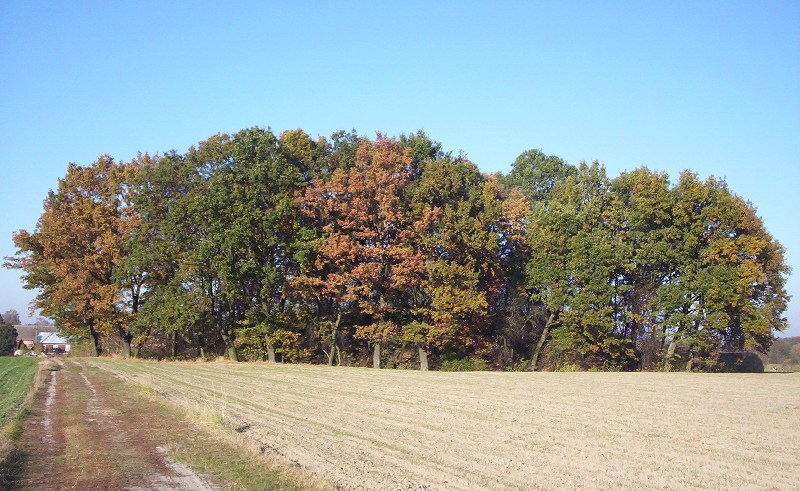
Grodzisko ukryte w drzewach

W Starej Rawie znajduje się średniowieczne grodzisko, ma ono kształt ściętego stożka o dość stromych zboczach, wysokości do kilku metrów. Dokoła budowli do dziś widoczne są ślady fosy (poza południową stroną, gdzie jest ona całkowicie zasypana) i wałów. Grodzisko jest pozostałością XI–XII w. rycerskiej strażnicy. Obiekt ten leży w pobliżu wsi, ok. 1 km na południowy wschód od kościoła, w pobliżu Rawki i jednego z jej dopływów (nienazwanego strumienia). Z dawnych map można odczytać, że grodzisko oznaczano jako Lednica, czyli miejsce, gdzie dawniej znajdowała się osada pochodząca z okresu średniowiecza. W latach 1979–1980 były prowadzone wykopaliska archeologiczne, który potwierdziły faktyczne istnienie w tym miejscu rycerskiej strażnicy.

## Kościół

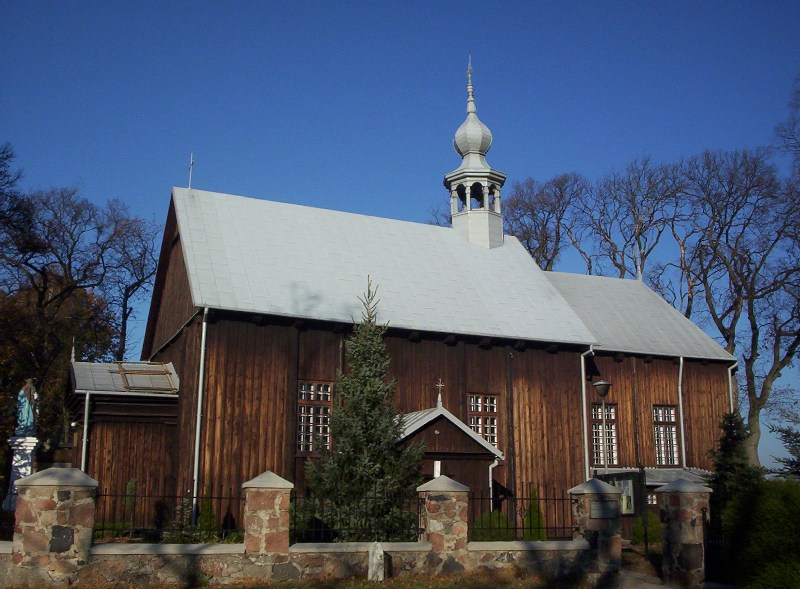
Kościół w Starej Rawie

W Starej Rawie znajduje się drewniany kościół pw. św. Apostołów Szymona i Judy Tadeusza. Kościół ten jest już trzecim stojącym w tej miejscowości. W 1521 r. parafia została erygowana przez Jana Łaskiego. W 1616 r., rodzina Potockich ufundowała dla kościoła, do głównego ołtarza obraz Matki Bożej Wniebowziętej, który zasłania się obrazem Świętych Apostołów Szymona i Judy Tadeusza. Budowa kościoła, rozpoczęta w 1731 r. była owocem starań biskupa pomocniczego gnieźnieńskiego – Krzysztofa Dobińskiego, zaś sama budowla została ufundowana przez prymasa Teodora Potockiego. Budowę ostatecznie ukończono dopiero po 20 latach, w 1751 r.
Obiekt jest kościołem jednonawowym, posiada konstrukcję zrębową; wykonany jest z drewna modrzewiowego. Wewnątrz znajdują się trzy barokowe ołtarze: główny z obrazami Matki Bożej i obu patronów kościoła, oraz dwa ołtarze boczne. Reszta wystroju także utrzymana jest w stylu barokowym; znajduje się również chór muzyczny; jego konstrukcja wsparta jest na dwóch kolumnach, na jednej z nich umieszczona jest data powstania kościoła – 1731. Wewnątrz kościoła znajdują się pochodzące z poprzedniego kościoła konfesjonały oraz krucyfiks.
Obok kościoła znajduje się drewniana dzwonnica, o konstrukcji słupowej. Na cmentarzu przykościelnym znajdują się dwa nagrobki wpisane do rejestru zabytków: grób Felicyssymy z Wyroziemskich Lemańskiej oraz grobowiec rodzinny dziedziców Trzcianny – Prandotów Trzcińskich.
Kościół wraz z dzwonnicą oraz znajdujące się na parafialnym cmentarzu kaplica pw. św. Juliusza i niektóre nagrobki wpisane są do rejestru zabytków.